# Xaltenango
Xaltenango är en ort i Mexiko.   Den ligger i kommunen Tlatlauquitepec och delstaten Puebla, i den sydöstra delen av landet, 180 km öster om huvudstaden Mexico City. Xaltenango ligger 1 981 meter över havet och antalet invånare är 480.
Terrängen runt Xaltenango är lite bergig, och sluttar norrut. Runt Xaltenango är det ganska tätbefolkat, med 134 invånare per kvadratkilometer. Närmaste större samhälle är Teziutlan, 14,2 km öster om Xaltenango. I omgivningarna runt Xaltenango växer huvudsakligen savannskog.